# Hemibagrus menoda
Hemibagrus menoda és una espècie de peix de la família dels bàgrids i de l'ordre dels siluriformes.

## Morfologia
Els mascles poden assolir els 45 cm de longitud total.

## Distribució geogràfica
Es troba a les conques dels rius Ganges, Brahmaputra, Mahanadi i Godavari a Bangladesh i el nord de l'Índia.